# Кальвенцано
Кальвенца́но (итал. Calvenzano, ломб. Carvensà, Colvensà, Corvensà) — коммуна в Италии, в регионе Ломбардия, подчиняется административному центру Бергамо.
Население составляет 3447 человек, плотность населения — 575 чел./км². Занимает площадь 6 км². Почтовый индекс — 24040. Телефонный код — 0363.
Покровителями коммуны почитаются святые апостолы Пётр и Павел, празднование в первое воскресенье мая и в последующий понедельник.